# Paul McCreesh
Paul McCreesh (ur. 24 maja 1960 w Londynie) – brytyjski dyrygent, przedstawiciel autentyzmu.
Największe sukcesy zdobył dzięki wykonaniom i nagraniom muzyki poważnej (w tym m.in. Bacha, Haendla). Specjalizuje się w muzyce renesansu i baroku.
W 2005 roku w Loughborough University przyznano mu Doctor of Letters honoris causa. Branżowy opiniotwórczy magazyn „Classic CD” zalicza go do zespołu stu najwybitniejszych dyrygentów XX wieku.
Od ponad 20 lat pracuje z zespołem Gabrieli Consort & Players, z którym nagrał wiele autorskich interpretacji muzyki barokowej oraz klasycznej.
Od grudnia 2005 roku jest dyrektorem artystycznym festiwalu Wratislavia Cantans. W 2008 r. jako dyrektor artystyczny 43. edycji tegoż festiwalu wraz z dyrektorem generalnym Andrzejem Kosendiakiem przygotował program w dużej mierze oparty na dorobku twórców brytyjskich, przybliżając w ten sposób odbiorcom wybitne osiągnięcia kompozytorów z Wysp.
W 2012 został odznaczony Srebrnym Medalem „Zasłużony Kulturze Gloria Artis”.
Jest żonaty ze śpiewaczką Gabrieli Consort Susan Hemington Jones i ojcem dwójki dzieci.